# Brzezina (powiat milicki)
Brzezina (niem. Breschine-Freyhan) – wieś w Polsce położona w województwie dolnośląskim, w powiecie milickim, w gminie Cieszków.

## Nazwa
W 1936 administracja niemiecka zmieniła historyczną, posiadającą słowiańskie pochodzenie nazwę Breschine-Freyhan na Grünweiler.

## Włączenie do Polski
W 1945 wieś została włączona do Polski, jej dotychczasową ludność wysiedlono do Niemiec.

## Podział administracyjny
W latach 1975–1998 miejscowość należała administracyjnie do województwa wrocławskiego.